# Akodia
Akodia é uma vila e uma nagar panchayat no distrito de Shajapur, no estado indiano de Madhya Pradesh.

## Geografia
Akodia está localizada a 23° 23′ N, 76° 36′ L. Tem uma altitude média de 458 metros (1502 pés).

## Demografia
Segundo o censo de 2001, Akodia tinha uma população de 10 408 habitantes. Os indivíduos do sexo masculino constituem 52% da população e os do sexo feminino 48%. Akodia tem uma taxa de literacia de 60%, superior à média nacional de 59,5%; com 61% para o sexo masculino e 39% para o sexo feminino. 17% da população está abaixo dos 6 anos de idade.